# 佐伯郵便局 (広島県)
佐伯郵便局（さいきゆうびんきょく）とは、広島県廿日市市にある郵便局。民営化前の分類では集配特定郵便局であった。

## 概要
住所：〒738-0299 広島県廿日市市津田2016-4

## 沿革
- 1874年（明治7年）11月16日 - 津田郵便取扱所として開設[1]。
- 1875年（明治8年）1月1日 - 津田郵便局となる。
- 1885年（明治18年）11月16日 - 貯金取扱を開始。
- 1896年（明治29年）7月1日 - 為替取扱を開始。
- 1958年（昭和33年）4月26日 - 佐伯郵便局に改称[2]。
- 1976年（昭和51年）2月25日 - 電話交換および和文電報配達業務を安芸佐伯電報電話局に移管。
- 1985年（昭和60年）6月24日 - 玖島郵便局および友和郵便局から集配業務を移管。
- 2006年（平成18年）9月11日 - 吉和郵便局（〒738-0399→〒738-0301）から集配業務を移管[3]。
- 2007年（平成19年）3月5日 - ゆうゆう窓口を廃止。
- 2007年（平成19年）10月1日 - 民営化に伴い、併設された郵便事業廿日市支店佐伯集配センターに一部業務を移管。
- 2012年（平成24年）10月1日 - 日本郵便株式会社発足に伴い、郵便事業廿日市支店佐伯集配センターを佐伯郵便局に統合。

## 取扱内容
- 郵便、印紙、ゆうパック、内容証明
- 貯金、為替、振替、振込、国際送金、国債
- 生命保険、バイク自賠責保険
- ゆうちょ銀行ATM
- 廿日市市内の一部地域（旧佐伯町・旧吉和村）の集配業務

## 周辺
- 廿日市市役所佐伯支所
- 佐伯中央病院
- 廿日市市立津田小学校

## アクセス
- 広電バス、津田交通バス、佐伯交通バス 津田停留所下車
- 広島岩国道路 廿日市ICから西へ約15km
- 広島県道30号廿日市佐伯線沿い
- 駐車場あり：7台